# 古美村
古美村（ふるみむら）は三重県桑名郡にあった村。現在の桑名市多度町古野・多度町美鹿にあたる。

## 地理
- 河川：肱江川、西谷川、狼谷川

## 歴史
- 1889年（明治22年）4月1日 - 町村制の施行により、古野村・美鹿村の区域をもって発足。
- 1955年（昭和30年）1月8日 - 多度町・野代村・古浜村・七取村と合併し、改めて多度町が発足。同日古美村廃止。